# Monguilhem
Monguilhem é uma comuna francesa na região administrativa de Occitânia, no departamento de Gers. Estende-se por uma área de 5,71 km². Em 2010 a comuna tinha 311 habitantes (densidade: 54,5 hab./km²).